# Karim Bakhti
Karim Bakhti (ur. 11 października 1969) – algierski piłkarz występujący na pozycji pomocnika.

## Kariera klubowa
W swojej karierze Bakhti występował w zespole CR Belouizdad.

## Kariera reprezentacyjna
W latach 1994–1996 w reprezentacji Algierii Bakhti rozegrał 5 spotkań. W 1996 roku został powołany do kadry na Puchar Narodów Afryki. Wystąpił na nim w meczach z Burkina Faso (2:1) i RPA (1:2), a Algieria zakończyła turniej na ćwierćfinale.